# Valeria Schiavi
Valeria Schiavi (San Benedetto del Tronto, 10 ottobre 1995) è un'ex ginnasta italiana, membro della Nazionale di ginnastica ritmica dell'Italia.

## Carriera sportiva
Inizia a praticare ginnastica ritmica nella società Aurora Fano, con la quale partecipa al campionato nazionale di Serie A negli anni 2008, 2009, 2010, 2011 e 2012. Nel 2007 e 2008 diventa campionessa nazionale di categoria,nel 2005 e nel 2010 diventa vice campionessa nazionale di categoria,. Nel 2007 vince l'argento al campionato nazionale di squadra con la società Aurora Fano nella categoria giovanile e nel 2008 l'oro. 
Già a partire dal 2008 comincia a gareggiare in competizioni internazionali di altissimo livello come la Miss Valentine Cup. Nel 2009 partecipa alla World Cup di Pesaro, al Torneo Internazionale di Udine e al Trofeo Trinacria. Nel 2010 invece alla Derugina Cup, alla World Cup di Pesaro e al 27º Trofeo Cariprato. Nel 2011 alla World Cup di Pesaro, World Cup a Kalamata, Sardinian Cup e nel 2012 alla World CUp di Pesaro, al Grand Prix di Thiais e al Torneo Internazionale Corbeille-Essonnes.
A partire da Settembre 2012 entra a far parte della squadra nazionale titolare insieme a Marta Pagnini, Andreea Stefanescu, Camilla Bini, Camilla Patriarca e Chiara Ianni, allenata da Emanuela Maccarani, partecipando a varie tappe di World Cup, conquistando 7 medaglie d'oro, 3 d'argento e 4 di bronzo.
Vincitrice di due medaglie di argento ai XXXII Campionati mondiali di ginnastica ritmica 2013  a Kiev . Nello stesso anno viene premiata agli Oscar della ginnastica.
Nel 2014 partecipando a varie tappe di World Cup conquista 3 medaglie d'oro e 3 d'argento.
Nel 2014 vince anche la medaglia d'argento ai Campionati europei di ginnastica ritmica 2014 a Baku.
Nell'estate del 2014 a causa di un infortunio al ginocchio è costretta a ritirarsi dall'attività agonistica.